# Quốc lộ Hàn Quốc
Hàn Quốc có một hệ thống đường quốc lộ (tiếng Hàn Quốc: 일반 국도 Ilban Gukdo) khác biệt với đường cao tốc. Bộ nhà đất, hạ tầng & giao thông vận tải và các cơ quan ngoài chính phủ quản lý các tuyến quốc lộ.

## Danh sách quốc lộ
| Ký hiệu | Liên kết   | Điểm đầu                       | Điểm cuối                            | Thành phố chính | Tổng độ dài (km)                                     |
| ------- | ---------- | ------------------------------ | ------------------------------------ | --- | ---------------------------------------------------- |
| 1       | Quốc lộ 1  | Mokpo, tỉnh Jeolla Nam         | Paju, tỉnh Gyeonggi                  | Naju, Gwangju, Jeongeup, Jeonju, Nonsan, Cheonan, Pyeongtaek, Osan, Suwon, Uiwang, Anyang, Seoul                       | 494.3 km (Thẩm quyền CHDCND Triều Tiên bị loại trừ.) |
| 2       | Quốc lộ 2  | Sinan, tỉnh Jeolla Nam         | Jung-gu, Busan                       | Mokpo, Suncheon, Gwangyang, Jinju, Changwon                                                                            | 468.7 km                                             |
| 3       | Quốc lộ 3  | Namhae, tỉnh Gyeongsang Nam    | Cheorwon, tỉnh Gangwon               | Sacheon, Jinju, Gimcheon, Sangju, Mungyeong, Chungju, Icheon, Gwangju, Seongnam, Seoul, Uijeongbu, Yangju, Dongducheon | 558.8 km (Thẩm quyền CHDCND Triều Tiên bị loại trừ.) |
| 4       | Quốc lộ 4  | Seocheon, tỉnh Chungcheong Nam | Gyeongju, tỉnh Gyeongsang Bắc        | Buyeo, Nonsan, Daejeon, Gimcheon, Daegu, Yeongcheon                                                                    | 361.8 km                                             |
| 5       | Quốc lộ 5  | Changwon, tỉnh Gyeongsang Nam  | Cheorwon, tỉnh Gangwon               | Daegu, Andong, Yeongju, Jecheon, Wonju, Chuncheon                                                                      | 544 km (Thẩm quyền CHDCND Triều Tiên bị loại trừ.)   |
| 6       | Quốc lộ 6  | Jung-gu, Incheon               | Gangneung, tỉnh Gangwon              | Bucheon, Seoul, Guri, Namyangju                                                                                        | 361.8 km                                             |
| 7       | Quốc lộ 7  | Jung-gu, Busan                 | Goseong, tỉnh Gangwon                | Ulsan, Gyeongju, Pohang, Samcheok, Donghae, Gangneung, Sokcho                                                          | 485.1 km (Thẩm quyền CHDCND Triều Tiên bị loại trừ.) |
| 13      | Quốc lộ 13 | Wando, tỉnh Jeolla Nam         | Geumsan, tỉnh Chungcheong Nam        | Naju, Gwangju, Namwon                                                                                                  | 311.2 km                                             |
| 14      | Quốc lộ 14 | Geoje, tỉnh Gyeongsang Nam     | Pohang, tỉnh Gyeongsang Bắc          | Tongyeong, Changwon, Gimhae, Busan, Ulsan, Gyeongju                                                                    | 291.4 km                                             |
| 15      | Quốc lộ 15 | Goheung, tỉnh Jeolla Nam       | Damyang, tỉnh Jeolla Nam             | Boseong, Gokseong | 150.1 km                                             |
| 17      | Quốc lộ 17 | Yeosu, tỉnh Jeolla Nam         | Yongin, tỉnh Gyeonggi                | Suncheon, Namwon, Jeonju, Daejeon, Cheongju                                                                            | 311.2 km                                             |
| 18      | Quốc lộ 18 | Jindo, tỉnh Jeolla Nam         | Gurye, tỉnh Jeolla Nam               | Haenam, Gangjin, Jangheung, Boseong                                                                                    | 233.2 km                                             |
| 19      | Quốc lộ 19 | Namhae, tỉnh Gyeongsang Nam    | Hongcheon, tỉnh Gangwon              | Namwon, Chungju, Wonju                                                                                                 | 450.7 km                                             |
| 20      | Quốc lộ 20 | Sancheong, tỉnh Gyeongsang Nam | Pohang, tỉnh Gyeongsang Bắc          | Uiryeong, Changnyeong, Cheongdo, Gyeongju                                                                              | 258 km                                               |
| 21      | Quốc lộ 21 | Namwon, tỉnh Jeolla Bắc        | Icheon, tỉnh Gyeonggi                | Jeongeup, Jeonju, Gunsan, Seocheon, Boryeong, Hongseong, Yesan, Asan, Cheonan, Jincheon                                | 343.4 km                                             |
| 22      | Quốc lộ 22 | Jeongeup, tỉnh Jeolla Nam      | Suncheon, tỉnh Jeolla Nam            | Yeonggwang, Gwangju, Hwasun                                                                                            | 178.1 km                                             |
| 23      | Quốc lộ 23 | Gangjin, tỉnh Jeolla Nam       | Cheonan, tỉnh Chungcheong Nam        | Jangheung, Naju, Hampyeong, Yeonggwang, Gochang, Buan, Gimje, Iksan, Nonsan, Gongju                                    | 370.3 km                                             |
| 24      | Quốc lộ 24 | Sinan, tỉnh Jeolla Nam         | Nam-gu, Ulsan                        | Hampyeong, Jangseong, Damyang, Sunchang, Namwon, Hamyang, Geochang, Hapcheon, Changnyeong, Miryang                     | 370.6 km                                             |
| 25      | Quốc lộ 25 | Changwon, tỉnh Gyeongsang Nam  | Cheongju, North Chungcheong Province | Miryang, Cheongdo, Gyeongsan, Daegu, Sangju, Boeun                                                                     | 272.2 km                                             |
| 26      | Quốc lộ 26 | Gunsan, tỉnh Jeolla Bắc        | Seo-gu, Daegu                        | Jeonju, Jinan, Geochang, Goryeong                                                                                      | 167.9 km                                             |
| 27      | Quốc lộ 27 | Goheung, tỉnh Jeolla Nam       | Gunsan, tỉnh Jeolla Bắc              | Sunchang, Jeonju, Iksan                                                                                                | 164 km                                               |
| 28      | Quốc lộ 28 | Pohang, tỉnh Gyeongsang Bắc    | Yeongju, tỉnh Gyeongsang Bắc         | Yeongcheon, Uiseong, Yecheon                                                                                           | 196.4 km                                             |
| 29      | Quốc lộ 29 | Boseong, tỉnh Jeolla Nam       | Seocheon, tỉnh Chungcheong Nam       | Hwasun, Gwangju, Damyang, Jeongeup, Gimje                                                                              | 305.4 km                                             |
| 30      | Quốc lộ 30 | Buan, tỉnh Jeolla Bắc          | Seo-gu, Daegu                        | Imsil, Jinan, Muju, Seongju                                                                                            | 313.9 km                                             |
| 31      | Quốc lộ 31 | Gijang, Busan                  | Yanggu, tỉnh Gangwon                 | Ulsan, Pohang, Cheongsong, Yeongyang, Taebaek, Yeongwol, Pyeongchang, Inje,                                            | 625.8 km (Thẩm quyền CHDCND Triều Tiên bị loại trừ.) |
| 32      | Quốc lộ 32 | Taean, tỉnh Chungcheong Nam    | Jung-gu, Daejeon                     | Seosan, Dangjin, Yesan, Gongju                                                                                         | 171.8 km                                             |
| 33      | Quốc lộ 33 | Goseong, tỉnh Gyeongsang Nam   | Gumi, tỉnh Gyeongsang Bắc            | Jinju, Hapcheon, Goryeong, Seongju, Chilgok                                                                            | 174.7 km                                             |
| 34      | Quốc lộ 34 | Dangjin, tỉnh Chungcheong Nam  | Yeongdeok, tỉnh Gyeongsang Bắc       | Cheonan, Jincheon, Jeungpyeong, Goesan, Yecheon, Andong                                                                | 273 km                                               |
| 35      | Quốc lộ 35 | Busanjin-gu, Busan             | Gangneung, tỉnh Gangwon              | Yangsan, Ulsan, Gyeongju, Yeongcheon, Andong, Taebaek                                                                  | 344 km                                               |
| 36      | Quốc lộ 36 | Boryeong, tỉnh Chungcheong Nam | Uljin, tỉnh Gyeongsang Bắc           | Cheongyang, Gongju, Yeongi, Cheongju, Jeungpyeong, Eumseong, Chungju, Yeongju, Bonghwa                                 | 296.3 km                                             |
| 37      | Quốc lộ 37 | Geochang, tỉnh Gyeongsang Nam  | Paju, tỉnh Gyeonggi                  | Muju, Geumsan, Okcheon, Boeun, Goesan, Eumseong, Yeoju, Yangpyeong                                                     | 399.2 km                                             |
| 38      | Quốc lộ 38 | Seosan, tỉnh Chungcheong Nam   | Donghae, tỉnh Gangwon                | Pyeongtaek, Anseong, Jecheon, Yeongwol, Taebaek, Samcheok                                                              | 315.3 km                                             |
| 39      | Quốc lộ 39 | Buyeo, tỉnh Chungcheong Nam    | Uijeongbu, tỉnh Gyeonggi             | Asan, Ansan, Siheung, Bucheon, Goyang                                                                                  | 213.2 km                                             |
| 40      | Quốc lộ 40 | Dangjin, tỉnh Chungcheong Nam  | Gongju, tỉnh Chungcheong Nam         | Yesan, Hongseong, Boryeong, Buyeo                                                                                      | 122.9 km                                             |
| 42      | Quốc lộ 42 | Jung-gu, Incheon               | Donghae, tỉnh Gangwon                | Ansan, Suwon, Yongin, Icheon, Yeoju, Wonju, Pyeongchang, Jeongseon                                                     | 303.6 km                                             |
| 43      | Quốc lộ 43 | Yeongi, tỉnh Chungcheong Nam   | Cheorwon, tỉnh Gangwon               | Cheonan, Asan, Suwon, Yongin, Gwangju, Hanam, Seoul, Guri, Uijeongbu, Pocheon                                          | 242 km (Thẩm quyền CHDCND Triều Tiên bị loại trừ.)   |
| 44      | Quốc lộ 44 | Yangpyeong, tỉnh Gyeonggi      | Yangyang, tỉnh Gangwon               | Hongcheon, Inje | 132.3 km                                             |
| 45      | Quốc lộ 45 | Seosan, tỉnh Chungcheong Nam   | Gapyeong, tỉnh Gyeonggi              | Yesan, Asan, Pyeongtaek, Yongin, Gwangju                                                                               | 181.2 km                                             |
| 46      | Quốc lộ 46 | Jung-gu, Incheon               | Goseong, tỉnh Gangwon                | Bucheon, Seoul, Guri, Namyangju, Gapyeong, Chuncheon, Yanggu, Inje                                                     | 214.2 km                                             |
| 47      | Quốc lộ 47 | Ansan, tỉnh Gyeonggi           | Cheorwon, tỉnh Gangwon               | Gunpo, Anyang, Gwacheon, Seoul, Guri                                                                                   | 114.4 km                                             |
| 48      | Quốc lộ 48 | Ganghwa, Incheon               | Jongno-gu, Seoul                     | Gimpo | 62.6 km                                              |
| 56      | Quốc lộ 56 | Cheorwon, tỉnh Gangwon         | Yangyang, tỉnh Gangwon               | Chuncheon | 187.6 km                                             |
| 58      | Quốc lộ 58 | Cheongdo, tỉnh Gyeongsang Bắc  | Gimhae, tỉnh Gyeongsang Nam          | Miryang | 83.7 km                                              |
| 59      | Quốc lộ 59 | Gwangyang, tỉnh Jeolla Nam     | Yangyang, tỉnh Gangwon               | Hadong, Sancheong, Gimcheon, Danyang, Yeongwol, Jeongseon                                                              | 404 km                                               |
| 67      | Quốc lộ 67 | Chilgok, tỉnh Gyeongsang Bắc   | Gumi, tỉnh Gyeongsang Bắc            | | 33.5 km                                              |
| 75      | Quốc lộ 75 | Gapyeong, tỉnh Gyeonggi        | Hwacheon, tỉnh Gangwon               | | 77.7 km                                              |
| 77      | Quốc lộ 77 | Jung-gu, Busan                 | Paju, tỉnh Gyeonggi                  | | 693.4 km                                             |
| 79      | Quốc lộ 79 | Uiryeong, tỉnh Gyeongsang Nam  | Changnyeong, tỉnh Gyeongsang Nam     | Haman, Changwon | 84.4 km                                              |
| 82      | Quốc lộ 82 | Pyeongtaek, tỉnh Gyeonggi      | Hwaseong, tỉnh Gyeonggi              | | 13.1 km                                              |
| 87      | Quốc lộ 87 | Pocheon, tỉnh Gyeonggi         | Cheorwon, tỉnh Gangwon               | | 58.8 km                                              |
| 88      | Quốc lộ 88 | Yeongyang, tỉnh Gyeongsang Bắc | Uljin, tỉnh Gyeongsang Bắc           | | 38.5 km                                              |

## Đường quốc lộ giả định trên lãnh thổ Triều Tiên trong trường hợp thống nhất đất nước
| Ký hiệu | Liên kết   | Điểm đầu                 | Điểm cuối               | Thành phố chính                                                                                                   | Tổng độ dài(km) |
| ------- | ---------- | ------------------------ | ----------------------- | --- | --------------- |
| 8       | Quốc lộ 8  | Monggŭmp'o, Hamgyong Nam | Wonsan, tỉnh Kangwon    | Changyon, Unryul, Nampo, Pyongyang, Yangdok, Tokwon                                                               | 373 km          |
| 9       | Quốc lộ 9  | Pukchong, Hamyong Nam    | Hyesan, Ryanggang       | Kimhyonggwon, Kapsan                                                                                              | 216 km          |
| 10      | Quốc lộ 10 | Ryongchon, Bắc Pyongyan  | Onsong, Hamyong Bắc     | Sinuiju, Uiju, Sakchu, Pyoktong, Chosan, Kanggye, Chasong, Kimhyongjik, Samsu, Hyesan, Musan, Hoeryong, Chongsong | 1,162 km        |
| 41      | Quốc lộ 41 | Kaesong, Hamgyong Bắc    | Wonsan, tỉnh Kangwon    | Kumchon, Ichon, Tokwon                                                                                            | 217 km          |
| 50      | Quốc lộ 50 | Ongjin, Hamgyong Nam     | Kaesong, Hamgyong Bắc   | Haeju, Yonan | 133 km          |
| 51      | Quốc lộ 51 | Haeju, Hamgyong Nam      | Sukchon, Pyongyan Nam   | Chaeryong, Nampo, Kangso, Pyongwon                                                                                | 220 km          |
| 52      | Quốc lộ 52 | Changyon, Hamgyong Nam   | Singye, Hamgyong Bắc    | Haeju, Pyongsan                                                                                                   | 194 km          |
| 53      | Quốc lộ 53 | Singye, Hamgyong Bắc     | Pyongyang               | Suan, Chunghwa | 153 km          |
| 54      | Quốc lộ 54 | Changyon, Hamgyong Nam   | Sariwon, Hamgyong Bắc   | Sinchon, Chaeryong                                                                                                | 78 km           |
| 61      | Quốc lộ 61 | Chongju, Bắc Pyongyan    | Chongsu, Bắc Pyongyan   | Kusong, Sakchu | 135 km          |
| 62      | Quốc lộ 62 | Sukchon, Pyongyan Nam    | Kumya, Hamyong Nam      | Sunchon, Maengsan                                                                                                 | 237 km          |
| 63      | Quốc lộ 63 | Sinuiju                  | Wiwon, Chagang          | Pakchon, Unsan, Chosan                                                                                            | 414 km          |
| 64      | Quốc lộ 64 | uiju, Pyongan Bắc        | Hamhung, Hamyong Nam    | Kusong, Tokchon                                                                                                   | 438 km          |
| 65      | Quốc lộ 65 | Pyongyang                | Chasong, Chagang        | Sunchon, Kaechon, Huichon, Kanggye                                                                                | 426 km          |
| 71      | Quốc lộ 71 |                          |                         | |                 |
| 72      | Quốc lộ 72 | Wiwon, Chagang           |                         | Kanggye |                 |
| 73      | Quốc lộ 73 | Tanchon, Hamgyong Nam    | Musan, Hamgyong Bắc     | Kilju | 340 km          |
| 74      | Quốc lộ 74 | Unsan, Pyongan Bắc       | Tanchon, Hamgyong Nam   | Kimhyonggwon | 241 km          |
| 76      | Quốc lộ 76 | Kapsan, Ryanggang        | Kimchaek, Hamgyong Bắc  | Haksong | 186 km          |
| 80      | Quốc lộ 80 | Hyesan, Ryanggang        | Kilju, Hamgyong Bắc     | | 158 km          |
| 81      | Quốc lộ 81 | Ranam, Hamgyong Bắc      | Musan, Hamgyong Bắc     | Chongjin, Puryong                                                                                                 | 111 km          |
| 83      | Quốc lộ 83 | Chongjin, Hamgyong Bắc   | Onsong, Hamgyong Bắc    | Puryong, Hoeryong                                                                                                 | 169 km          |
| 91      | Quốc lộ 91 | Hoeryong, Hamgyong Bắc   | Kyongwon, Hamgyong Bắc  | Kyonghung | 82 km           |
| 92      | Quốc lộ 92 | Hoeryong, Hamgyong Bắc   | Songbong, Rason         | Kyonghung | 87.5 km         |
| 93      | Quốc lộ 93 | Songbong, Rason          | Kyonghung, Hamgyong Bắc | | 20 km           |
| 94      | Quốc lộ 94 | Hoeryong, Hamgyong Bắc   | Kyonghung, Hamgyong Bắc | Chongsong |                 |